# Quiosque da ABEP
Der Quiosque da ABEP ist ein Verkaufskiosk in der Stadtgemeinde Santa Maria Maior der portugiesischen Hauptstadt Lissabon.

## Geschichte
Der Kiosk wurde in den 1950er Jahren an der Ostseite der Praça dos Restauradores errichtet. Er diente der Agência de Bilhetes para Éspectaculos Públicos (ABEP) als zentrale Verkaufsstelle für Eintrittskarten für die angeschlossenen Bühnen, Musik- und Filmtheater sowie Stierkampfarenen. Vor dem Zusammenschluss zur ABEP hatten die Anbieter die Veranstaltungen gekauft und die Tickets vor den Türen verkauft. Nach dem Niedergang der ABEP wird die Verkaufsstelle heute allein von José Carlos betrieben. 

## Beschreibung
Der gemauerte und weiß getünchte Kiosk schließt nach oben mit einer grünen rechteckigen Kuppel ab. Er ist in das Inventário Municipal de Património eingetragen.